# Valea Motrului
Valea Motrului – wieś w Rumunii, w okręgu Gorj, w gminie Văgiulești. W 2011 roku liczyła 227 mieszkańców.